# Giannutri

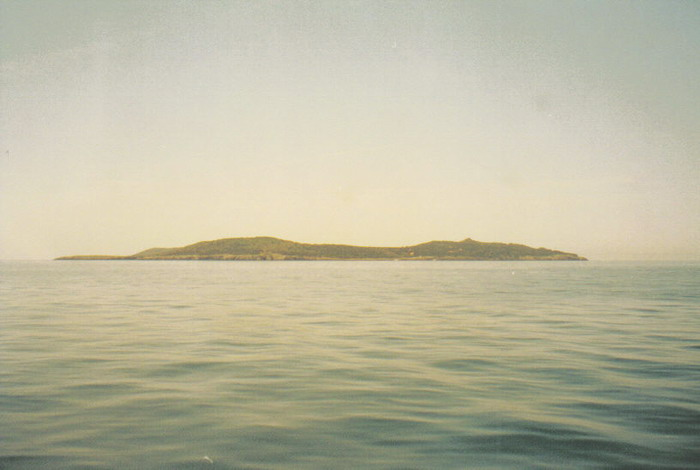
Giannutri

Giannutri is een eiland in de Tyrreense Zee voor de westkust van Toscane, Italië. Het hoort bestuurlijk bij de gemeente Isola del Giglio, provincie Grosseto. Het is het op een na kleinste en zuidelijkste eiland van de Toscaanse Archipel en heeft een oppervlakte van ongeveer 260 hectare.
Giannutri heeft de vorm van een halve maan die de baai van Spalmatio vormt en ligt 16 kilometer ten zuidoosten van het eiland Giglio en 17,6 kilometer van Porto Ercole. Het eiland heeft een kustomtrek van 11 km en strekt zich ongeveer 2,8 km (2 mijl ) uit van Punta del Capo Rosso tot Puntasica (noord naar zuid) en 2 km (1 mijl) van Punta San Francesco tot Punta della Salvesa (west en oost). 
Er staan een beperkt aantal huizen op Ischaiola en Oliveto. Vroeger was ook het dorp Spalmatoio bewoond.
Giannutri heeft een rotsachtige kust met uitzondering van twee stranden, “Cala della Spalmatoio” in het noordoosten en “Cala Maestra” in het noordwesten. De beroemde grot "Gala dei Grottoni" ligt in het meest zuidelijke deel van Giannutri.
Op het eiland bevindt zich een Romeinse villa, Villa Domizia. Deze is opgetrokken in marmer en dateert uit de 2e eeuw.